# Arcadismo no Brasil
O Arcadismo desenvolveu-se no Brasil na segunda metade do  século XVIII e se prendeu ao estado de Minas Gerais, onde se havia descoberto ouro, fato que marcou o local como centro econômico e, portanto, cultural da colônia portuguesa.
No apogeu da produção aurífera, entre as décadas de 1740 e 1760, Vila Rica (hoje Ouro Preto) e o Rio de Janeiro se equipararam a Recife e Salvador enquanto polos de produção e divulgação de ideias.[carece de fontes?]
Os ideais do Iluminismo francês eram trazidos da Europa pelos poucos membros da burguesia letrada brasileira - juristas formados em Coimbra, padres, comerciantes, militares.
Alguns autores destacados desse momento são Cláudio Manuel da Costa, Tomás António Gonzaga, José Basílio da Gama e José de Santa Rita Durão.
O Arcadismo, também conhecido como Neoclassicismo, terminou em 1836 no Brasil, e abriu as portas para o Romantismo.

## Características

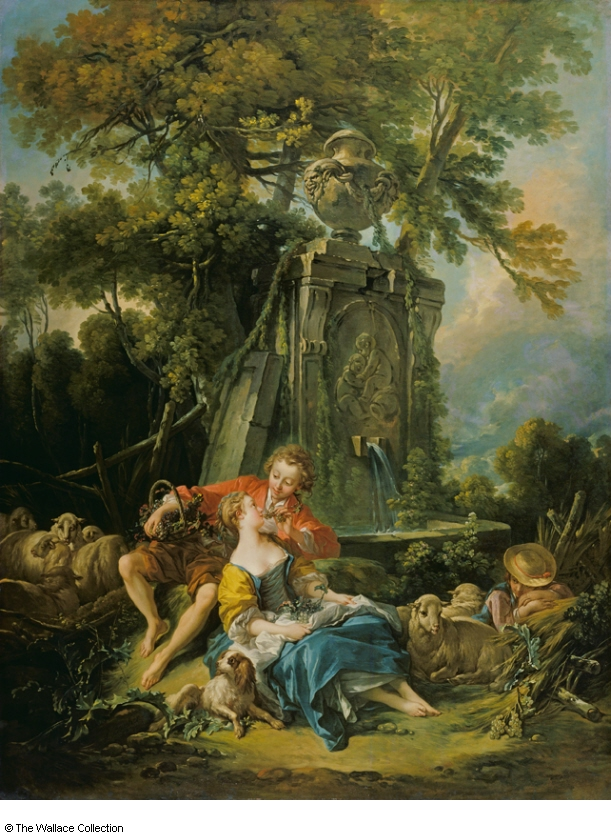
Pastoral de outono, por François Boucher. Representação do pastoralismo.

Delimita-se o Arcadismo no Brasil entre os anos de 1768 (publicação das Obras poéticas, de Cláudio Manuel da Costa) e 1836 (início do Romantismo).
Apesar dos traços do cultismo barroco em alguns poetas, a maioria deles procurou seguir as convenções dos neoclassicistas europeus. São elas:
- Utilização de personagens mitológicas;
- Idealização da vida campestre (bucolismo);
- Eu lírico caracterizado como um pastor e a mulher amada como uma pastora (pastoralismo ou fingimento poético);
- Ambiente tranquilo, idealização da natureza, cenário perfeito e aprazível (locus amoenus);
- Visão da cidade como local de sofrimento e corrupção (fugere urbem, fugir da cidade em latim);
- Elogio ao equilíbrio e desprezo às extremidades (aurea mediocritas - expressão de Horácio);
- Desprezo aos prazeres do luxo e da riqueza (estoicismo);
- Cortar o inútil ("inutilia truncat")
- Aproveitamento do momento presente, aproveitar a vida, devido à incerteza do amanhã. Vivência plena do amor durante a juventude, porque a velhice é incerta (carpe diem).[2]

Além das características trazidas da Europa, o arcadismo no Brasil adquiriu algumas particularidades temáticas abaixo apontadas:
- Inserção de temas e motivos não existentes no modelo europeu, como a paisagem tropical, elementos da flora e da fauna do Brasil e alguns aspectos peculiares da colônia, como a mineração, por exemplo;
- Episódios da história do país, nas poesias heroicas;
- O índio como tema literário.

Esses novos temas já prenunciam o que seria o Romantismo no Brasil: a representação do indígena e da cor local.

## Poesia lírica
A poesia lírica, no Brasil, fica a cargo, principalmente, de Cláudio Manuel da Costa e Tomás Antônio Gonzaga, sendo deste último a principal obra árcade do país: Marília de Dirceu.

### Cláudio Manuel da Costa
O introdutor do Arcadismo no Brasil estudou Direito em Coimbra e voltou à terra natal para exercer a profissão e cuidar de sua herança. Apesar da vida pacata em Vila Rica, foi ele uma das vítimas do rigor com que o governo português tratou os participantes da Inconfidência Mineira. Preso em maio de 1789, após um interrogatório, em julho, foi encontrado enforcado em seu cárcere. Há a hipótese de ter sido assassinado.
Como poeta de transição sua poesia ainda está ligada ao cultismo barroco, em vários aspectos. Mesmo assim, era respeitado, admirado e tido como mestre por outros poetas árcades, como Tomás Antônio Gonzaga e Alvarenga Peixoto.
Sua obra lírica é constituída, principalmente, de éclogas e sonetos. Dentre elas, são dignas de destaque Obras poéticas - obra que introduziu o Arcadismo - e Vila Rica - poema épico.

### Tomás Antônio Gonzaga

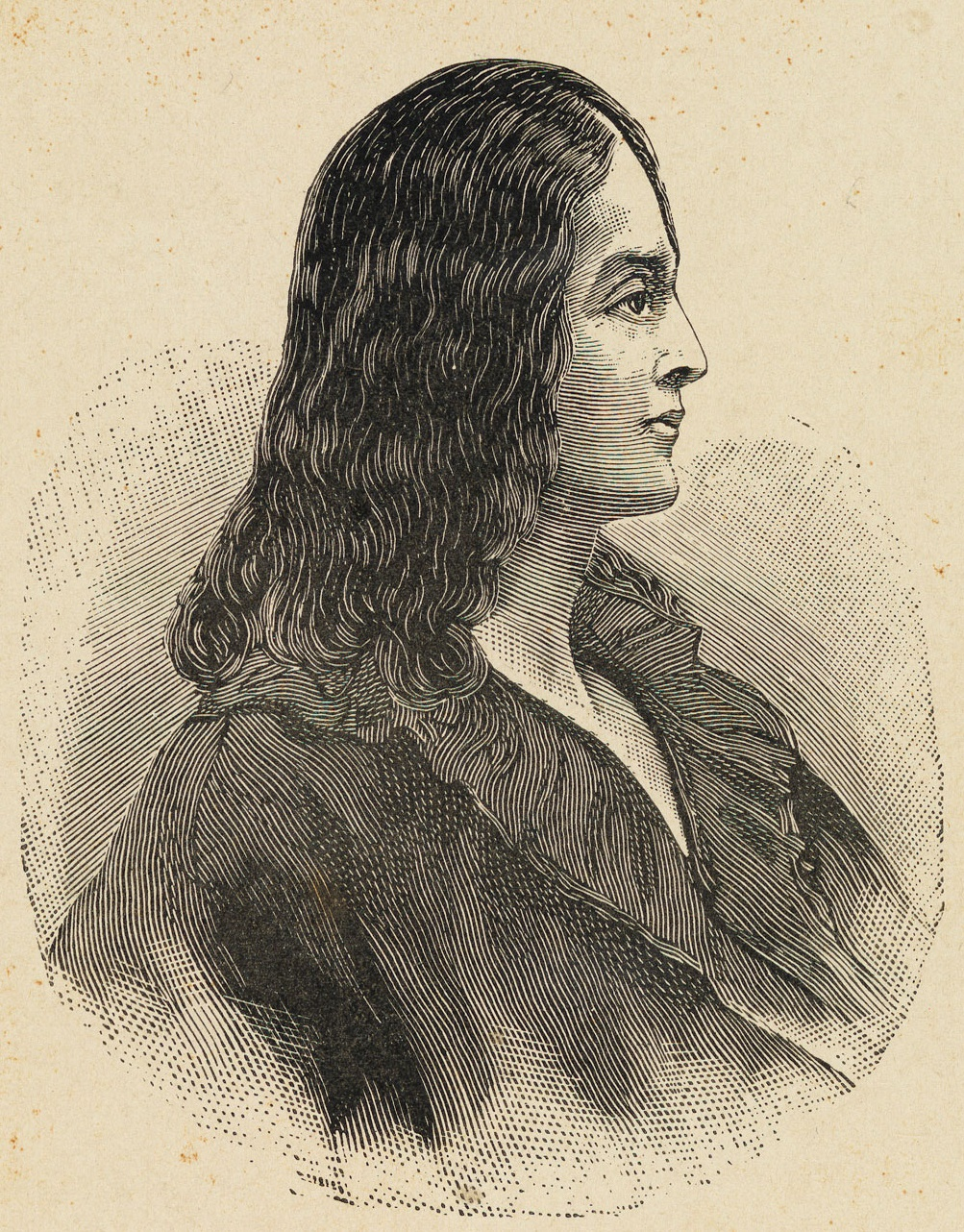
Tomás Antônio Gonzaga.

Português de nascimento, Tomás Antônio Gonzaga passou sua infância no Brasil. Voltou a Portugal e se formou em Coimbra. A partir de 1782 passou a exercer o cargo de ouvidor em Vila Rica.
Apaixonou-se aos 40 anos de idade por Maria Doroteia Joaquina de Seixas, de 17 anos. A família da moça se opôs ao namoro. Quando estava prestes a vencer as resistências, foi preso e enviado para a ilha das Cobras, no Rio de Janeiro, por ter participado da Inconfidência Mineira, em 1789.
Os últimos anos de sua vida, passou exilado em Moçambique, casado com a filha de um comerciante de escravos. Nunca se casou com Maria Dorotéia, mas transformou esse namoro no primeiro mito amoroso da literatura brasileira e nele inspirou uma das mais importantes obras líricas da língua.

#### Marília de Dirceu

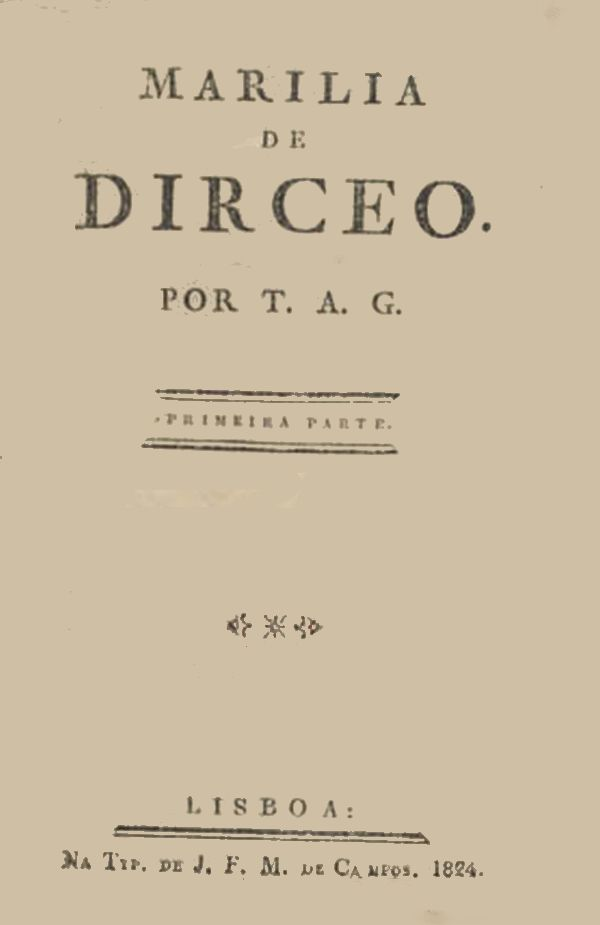
Frontispício da edição de 1824.

As Liras de Tomás Antônio Gonzaga, popularmente conhecidas como Marília de Dirceu, constituem a obra poética de maior relevância do século XVIII do Brasil e do Neoclassicismo em língua portuguesa.
Duas tendências são perceptíveis nas liras de Gonzaga, assim como é possível observar na obra do português Bocage, da mesma época:
- O equilíbrio e o contentamento do Arcadismo, além da utilização das paisagens neoclássicas: o pastor, a pastora, o campo, a serenidade do local etc.;
- O pré-Romantismo representado no emocionalismo, na manifestação pungente da crise amorosa e, logo após, na prisão, que reproduzem a crise existencial do poeta.

A todo momento, a emoção rompe a estilização arcádica, surgindo, assim, uma poesia de alta qualidade e competência,
Dividida em duas partes mais uma terceira, cuja autenticidade é contestada por alguns críticos, Stefani Joanne narra o drama amoroso vivido por Gonzaga e Maria Dorotéia.
- 1ª parte: reúne os poemas anteriores à prisão de Gonzaga. Nela é mais evidente as composições convencionais: Dirceu contempla a beleza da pastora Marília em pequenas odes anacreônticas. Em algumas liras, o poeta não consegue disfarçar suas confissões amorosas. Mostra-se ansioso por amar uma moça muito mais jovem, por querer demonstrar que merece o coração da amada. Também faz projetos para o futuro ao lado da moça.
- 2ª parte: escrita na prisão da ilha das Cobras. Traduzem a solidão de Dirceu, saudoso de Marília. Esta é considerada a parte de maior qualidade, pois, apesar das convenções ainda presentes, já não consegue sustentar o equilíbrio neoclássico. Há certo pessimismo confessional que já prenunciam o emocionalismo romântico, utilizando Marília como pretexto para falar de seu sofrimento, de si mesmo. Ações que são consideradas pré-romântica para alguns.
- 3ª parte: possivelmente escrita depois da prisão, a terceira parte fala de traições, desenganos, amores, que inclusive não são mais dedicados somente a Marília, que já não aparece com tanta frequência. Essa parte parece evidenciar uma tentativa (ou não) de superação por parte de Dirceu. Alguns críticos contestam a autenticidade dessa última parte.

## Poesia épica
A poesia épica do Arcadismo brasileiro trouxe inovações para esta escola, que a diferenciou ainda mais do modelo europeu. Temas da história colonial em meio à descrição da paisagem tropical do país e a inserção do índio como herói, mesmo que ainda coadjuvante do homem branco. São as novas perspectivas que começam a delinear uma literatura nacionalista, a ser fundada durante o Romantismo.
Dentre os autores mais conhecidos estão Basílio da Gama e seu O Uraguai, Santa Rita Durão com Caramuru e o poema Vila Rica, de Cláudio Manuel da Costa.

### Basílio da Gama
Foi um poeta luso-brasileiro do Brasil Colônia, filho de pai português e mãe brasileira.
Ficou órfão e foi para o Rio de Janeiro. Entrou em 1757 para a Companhia de Jesus. Dois anos depois, a ordem foi expulsa do Brasil e o poeta foi para Portugal e depois para Roma, onde foi admitido na Arcádia Romana. De volta a Lisboa, por suspeita de jansenismo, foi condenando ao degredo em Angola; salvou-o um epitalâmio que dedicou à filha do marquês de Pombal, que o indultou e protegeu.
Em 1769, publica o poema épico O Uraguai, que tem por assunto a guerra movida por Portugal aos índios das missões do Rio Grande do Sul (Sete Povos das Missões). Mais tarde foi nomeado oficial da Secretaria do Reino. Patrono da Academia Brasileira de Letras.
Utilizou o pseudônimo Termindo Sipílio.

### Santa Rita Durão

#### Caramuru
Caramuru, a mais importante obra de José de Santa Rita Durão, é um poema épico cujo tema é o Descobrimento da Bahia. O poema foi escrito em 1781, e é uma das obras que mais se destacam no Arcadismo brasileiro. A obra retrata vários fatos históricos marcantes do Brasil.